# Ministro Regional de Volta
O Ministro Regional do Volta é o funcionário do governo do Gana responsável por supervisionar a administração da Região Volta de Gana. Os limites da Região do Volta mudaram em vários momentos da história de Gana. Após os referendos de dezembro de 2018, a região foi dividida em duas, com a parte norte se tornando a Região Oti e a parte sul permanecendo como a Região de Volta. Atualmente, há dezesseis regiões administrativas em Gana.

## Lista de Ministros Regionais de Volta
| Número | Ministro                                       | Assumiu cargo     | Deixou o cargo    | Governo                                    | Partido                        |
| ------ | ---------------------------------------------- | ----------------- | ----------------- | ------------------------------------------ | ------------------------------ |
| 1      | C. H. Chapman (MP)                             | novembro 1957     | junho de 1959     | Governo de Nkrumah                         | Partido Popular da Covenção    |
| 2      | Ferdinand Koblavi Dra Goka (MP)                | junho de 1959     | junho de 1960     | Governo de Nkrumah                         | Partido Popular da Covenção    |
| 3      | Francis Yao Asare (MP)                         | 1960              | 1961              | Governo de Nkrumah                         | Partido Popular da Covenção    |
| 4      | Hans Kofi Boni (MP)                            | outubro de 1961   | julho de 1965     | Governo de Nkrumah                         | Partido Popular da Covenção    |
| 5      | Joseph Kodzo (MP)                              | julho de 1965     | fevereiro de 1966 | Governo de Nkrumah                         | Partido Popular da Covenção    |
| 6      | E. Q. Q. Sanniez                               | fevereiro de 1966 | maio de 1966      | Conselho Nacional de Libertação            | Governo militar                |
| 7      | Lt. Col. E. N. Dedjoe                          | maio de1966       | julho de 1967     | Conselho Nacional de Libertação            | Governo militar                |
| 8      | Lt. Col. E. A. Yeboah                          | julho de 1967     | junho de 1968     | Conselho Nacional de Libertação            | Governo militar                |
| 9      | E. C. Beckley                                  | 1968              | 1969              | Conselho Nacional de Libertação            | Governo militar                |
| 10     | Alfred Senaya Kpodonu (MP)                     | outubro de 1969   | janeiro de 1972   | Governo de Búsia                           | Partido do Progresso           |
| 11     | P. K. D. Habadah (comissário regional)         | janeiro de 1972   | maio 1973         | Conselho Nacional de Redenção              | Governo militar                |
| 12     | Colonel E. O. Nyante (comissário regional)     | maio de 1973      | janeiro 1974      | Conselho Nacional de Redenção              | Governo militar                |
| 13     | Colonel J. A. Kabore (comissário regional)     | janeiro de 1974   | outubro 1975      | Conselho Nacional de Redenção              | Governo militar                |
| 14     | Lt. Colonel G. K. Amevor (comissário regional) | outubro de 1975   | junho de 1979     | Supremo Conselho Militar                   | Governo militar                |
| 14     | Lt. Colonel G. K. Amevor (comissário regional) | junho de 1979     | setembro de 1979  | Conselho Revolucionário das Forças Armadas | Governo militar                |
| 15     | Nelson Agbesi (MP)                             | outubro de 1979   | novembro de 1979  | Governo de Limã                            | Partido Nacional do Povo       |
| 16     | D.Y. Agumey                                    | outubro de 1979   | dezembro 1980     | Governo de Limã                            | Partido Nacional do Povo       |
| 17     | F. Q. Amegah                                   | dezembro de 1980  | dezembro 1981     | Governo de Limã                            | Partido Nacional do Povo       |
| 18     | Francis Agbley (secretário regional)           | 1982              | 1982              | Conselho Provisório de Defesa Nacional     | Governo militar                |
| 19     | Yao Fiagbe (secretário regional)               | 1982              | janeiro 1983      | Conselho Provisório de Defesa Nacional     | Governo militar                |
| 20     | A.K. Asamoah-Tutu                              | 1983              | abril de 1984     | Conselho Provisório de Defesa Nacional     | Governo militar                |
| 21     | Colonel C. K. Amable                           | abril de 1984     | julho de 1984     | Conselho Provisório de Defesa Nacional     | Governo militar                |
| 22     | Air Commodore F. W. Klutse                     |                   |                   | Conselho Provisório de Defesa Nacional     | Governo militar                |
| 23     | Richard Seglah (secretário regional)           | 1986              | ?                 | Conselho Provisório de Defesa Nacional     | Governo militar                |
| 24     | Modestus Yao Z. Ahiable (MP)                   | 1993              | 1997              | Governo de Railingue                       | Congresso Democrático Nacional |
| 25     | Lt. Col. Charles K. Agbenaza                   | 1997              | 2001              | Governo de Railingue                       | Congresso Democrático Nacional |
| 26     | Kwasi Owusu-Yeboa                              | 2001              | 2005              | Governo de Kufuor                          | Novo Partido Patriótico        |
| 27     | Kofi Dzamesi                                   | 2005              | janeiro de 2009   | Governo de Kufuor                          | Novo Partido Patriótico        |
| 28     | Joseph Amenowode (MP)                          | 2009              | julho de 2012     | Governo de Mills                           | Congresso Nacional Nacional    |
| 29     | Henry Ford Kamel (MP)                          | março de 2012     | dezembro de 2012  | Governo de Mills                           | Congresso Nacional Nacional    |
| 30     | Helen Ntoso (MP)                               | 2013              | março de 2013     | Governo Mahama                             | Congresso Nacional Nacional    |
| 31     | Joshua Nii Laryea Afotey-Agbo (MP)             | março de 2013     | julho de 2014     | Governo Mahama                             | Congresso Nacional Nacional    |
| 32     | Helen Ntoso (MP)                               | julho de 2014     | janeiro de 2017   | Governo Mahama                             | Congresso Nacional Nacional    |
| 33     | Archibald Letsa                                | fevereiro de 2017 | janeiro de 2025   | Governo Akufo-Addo                         | Novo Partido Patriótico        |
| 34     | James Gunu                                     | janeiro de 2025   | titular           | Segundo governo de Mahama                  | Congresso Nacional Democrático |